# Akkordsymbol
Akkordsymbole werden in der Musik verwendet, um Akkorde zu bezeichnen. Sie legen die jeweils zu spielenden Akkordtöne fest, aber nicht den Oktavraum, auch nicht die jeweilige Umkehrung des Akkordes usw. Insofern stellen sie nur die jeweilige „Harmonie“ dar, die genaue Reihenfolge der Akkordtöne (das „Voicing“) bleibt unter Beachtung des musikalischen Zusammenhangs frei wählbar.
Die hier beschriebenen Symbole als Akkord-Symbolschrift werden vor allem in Jazz und Popularmusik benutzt. Mit ihnen können die in einem Stück auftretenden Harmonien ohne Noten kompakt dargestellt werden. Dadurch kann eine Melodie improvisierend mit großer Freiheit begleitet werden. Dem melodiespielenden Solisten hilft die kompakte harmonische Darstellung bei Improvisationen.

## Prinzip
Akkordsymbole sind weltweit nicht einheitlich normiert. In den meistverbreiteten Systemen beginnt ein Akkordsymbol mit einem Großbuchstaben, der den Grundton des Akkords bezeichnet. Ohne zusätzliche Zeichen ist damit ein Durdreiklang oder (mit einem Zusatz wie m oder –) ein Molldreiklang mit dem angegebenen Grundton gemeint. Solange der Grundton der tiefste Ton des Akkords bleibt, sind eine beliebige Reihenfolge und/oder auch Verdopplungen des Grundtons oder der verbleibenden zwei Töne des Dreiklangs (Terz- und Quintton) erlaubt. Entspricht der Grundton einer schwarzen Taste auf dem Klavier, schreibt man je nach musikalischem Umfeld ein ♯ oder ein ♭ hinter (nicht vor) den Grundton. (Beispiel: G♯ bedeutet Gis, A♭ bedeutet As).
Weitere Akkordtöne werden durch Ziffern bezeichnet, die deren Tonstufe in der zum Grundton gehörenden Durtonleiter angeben. Alle Akkorde, auch Moll-Akkorde, werden mit den Tonstufen dieser Durtonleiter beziffert. Damit sind die Zusatztöne unabhängig vom Tongeschlecht und der stufenbezogenen Funktion des Akkords. Das vereinheitlicht und vereinfacht die Schreibweise der Akkordsymbole; sie geben nur die gerade gültige Harmonie an, ohne eine harmonische Analyse zu liefern.
Zusatztöne, die von dieser Dur-Tonleiter abweichen, werden mit den musikalischen Versetzungszeichen ♯ oder ♭ oder auch mit Plus- und Minuszeichen (hinter der Ziffer) versehen. Die einzige Ausnahme ist die 7: sie bedeutet, im Akkordsymbol geschrieben, stets die kleine Septime. Die leitereigene, große Septime der Dur-Tonleiter wird dagegen mit maj7 (nach dem englischen major seven), j7 oder Δ bezeichnet. Diese Ausnahme erklärt sich vermutlich aus der Entstehung der Symbolschrift (bzw. Akkord-Symbolschrift) in der Zeit der Blues- und frühen Jazzmusik, als Septakkorde ausschließlich mit kleiner Septime vorkamen; der große Septakkord (maj7) bürgerte sich erst später ein. So steht zum Beispiel im Dominantseptakkord F7 die 7 für den Ton es.
Die meisten für Akkordsymbole relevanten Akkorde entstehen durch Terzschichtung. Innerhalb einer Tonleiter kann man sieben Terzen aufeinander stapeln, bis man wieder beim Grundton ankommt. In C-Dur sind das die Töne C, E, G, H, D, F und A. In Akkordsymbolen ist die Septime allerdings immer klein (außer wenn mit maj7 oder Δ gekennzeichnet), sodass folgende Tonstufen für die Terzschichtung in Bezug auf Akkordsymbole relevant sind: 1, 3, 5, ♭7, 9, 11 und 13. Die Töne 9, 11 und 13, die sogenannten Optionstöne, liegen in der zweiten Oktave der Terzschichtung. Alterierte Optionstöne werden mit ♭ und ♯ markiert: ♭9, ♯9, ♯11 und ♭13. Optionstöne und alterierte Optionstöne werden im Jazz häufig als Spannungstöne (tensions) eingesetzt.
In der ersten Oktave der Terzschichtung können zum Grunddreiklang (1, 3, 5) die Tonstufen 2, 4 und 6 nach den unten aufgeführten (aber nicht überall einheitlichen) Regeln hinzugefügt werden. Kommt mindestens ein Optionston hinzu, wird automatisch die kleine Septime Teil des Akkords; sie muss dann nicht mehr im Akkordsymbol angegeben werden. Zum Beispiel besteht C9 aus den Stufen 1, 3, 5,♭7 und 9. Es ist nicht notwendig, C7/9 zu schreiben, denn C9 verlangt schon die kleine Septime. Soll nur die None ohne Septime hinzugefügt werden, wird Cadd9 (von engl. add, hinzufügen) geschrieben.
Bei mehr als vierstimmigen Akkorden wird die Stufe der reinen Quinte (5) optional. Das hat mehrere Gründe: Die Quinte schwingt als Teilton schon stark im Grundton des Akkords mit, sie hat zudem keine prägende Akkordgeschlechts-Funktion (sie entscheidet z. B. nicht über Dur oder Moll). Sie ist zwar ein Ton, der jeden Akkord wesentlich kräftiger macht (darum ist die Quinte auch bei einem Powerchord so wichtig), lenkt ihn aber nicht als zusätzliche Klangfarbe in eine bestimmte Richtung. Auf Instrumenten wie der Gitarre müssen teilweise Akkordtöne weggelassen werden, um die gewünschten Klänge spielbar zu machen. Aber auch auf dem Klavier wirkt das Klangbild oft „aufgeräumter“, wenn die Quinte nicht im Akkord enthalten ist (dies gilt besonders im Zusammenspiel mit anderen Akkordinstrumenten).

## Übersicht
In den Beispielen der folgenden Tabelle ist C als Grundton angenommen. Dabei ergeben sich folgende Schreibweisen für die wichtigsten Akkorde:
| Versetzungszeichen | Versetzungszeichen | Beispiel                                           | Beispiel |
| [Tonbuchstabe]♯ | Akkord auf dem um einen Halbton höheren Ton (Beispiel: G♯ = der Ton G einen Halbton erhöht, also Gis) | G, G♯                                              |          |
| [Tonbuchstabe]♭ | Akkord auf dem um einen Halbton tieferen Ton (Beispiel: G♭ = der Ton G einen Halbton erniedrigt, also Ges) (Der im deutschen Sprachraum als „H“ bezeichnete Ton wird englisch bzw. international als „B“ geschrieben, der im deutschen Sprachraum als „B“ bezeichnete Ton hingegen B♭ (B flat) siehe auch Artikel Anderssprachige Tonbezeichnungen)      | G♭, G                                              |          |
| Einzelne Tonstufen | Einzelne Tonstufen | Beispiel                                           | Beispiel |
| 2, 3, 4 usw. | Einzelne Tonstufe als Teil einer Akkordbezeichnung 2 = große Sekunde, 3 = große Terz, 4 = Quarte, 5 = Quinte, 6 = große Sexte, Δ oder maj7 = große Septime, 9 = große None, 11 = reine Undezime, 13 = große Tredezime | 2 3 4 5 6 maj7 und die Optionen 9 11 13 Grundton C |          |
| ♭5 (auch 5♭) oder −5 (auch 5−) | Erniedrigte Tonstufe als Teil einer Akkordbezeichnung ♭5 = verminderte Quinte, ♭6 = kleine Sexte, 7 = kleine Septime, ♭9 = kleine None, ♭13 = kleine Tredezime | ♭5 ♭6 7 ♭9 ♭13 Grundton C                          |          |
| ♯5 (auch 5♯) oder +5 (auch 5+) | Erhöhte Tonstufe als Teil einer Akkordbezeichnung ♯5 = übermäßige Quinte, ♯9 = übermäßige None, ♯11 = übermäßige Undezime | ♯5 ♯9 ♯11 bzgl. C                                  |          |
| Dreiklänge | Dreiklänge | Beispiel                                           | Beispiel |
| C | Dur-Dreiklang | C                                                  |          |
| Cm, seltener C− | Moll-Dreiklang | Cm                                                 |          |
| C°, Cdim oder Cm−5 | verminderter (engl.: diminished) Dreiklang (zwei kleine Terzintervalle, Rahmenintervall verminderte Quinte) | Cdim                                               |          |
| C+ oder Caug | übermäßiger (engl.: augmented) Dreiklang (zwei große Terzintervalle, Rahmenintervall übermäßige Quinte) | C+                                                 |          |
| Vier- und Mehrklänge | Vier- und Mehrklänge | Beispiel                                           | Beispiel |
| mit Dur-Terz | |                                                    |          |
| C6 | Dreiklang mit hinzugefügter Sexte | C6                                                 |          |
| C6/9 | Dreiklang mit hinzugefügter Sexte und None | C6/9                                               |          |
| C7 | Vierklang mit kleiner Septime (Septakkord) | C7                                                 |          |
| Cmaj7 oder CΔ oder Cj7 oder C7+ | Vierklang mit großer (engl.: major) Septime | Cmaj7                                              |          |
| C9 | Fünfklang, Septakkord mit None | C9                                                 |          |
| Cmaj9, CΔ9 (auch C7+/9) | Fünfklang mit großer Septime und hinzugefügter None | Cmaj9                                              |          |
| C11 | Sechsklang, konstruiert wie C9 mit zusätzlicher Undezime. In der praktischen Anwendung kann der zweite dissonante Ton (Tonstufe 3) weggelassen und/oder der Akkord invertiert gespielt werden | C11                                                |          |
| C13 (auch C7/9/13) | Septakkord mit optionaler None und Tredezime. Wenn C13 auch die Undezime enthält, wird die Terz weggelassen und der Akkord wird zum C13 sus | C13                                                |          |
| C13 (auch C7/9/13) | Septakkord mit optionaler None und Tredezime. Wenn C13 auch die Undezime enthält, wird die Terz weggelassen und der Akkord wird zum C13 sus | C13 sus                                            |          |
| Cadd9 | Dreiklang mit hinzugefügter None (das add (engl. added) bedeutet, dass der Ton ohne die Septime hinzugefügt wird) | Cadd9                                              |          |
| C7♯5 oder C7+5 | Septakkord mit nach oben alterierter bzw. übermäßiger Quinte | C7♯5                                               |          |
| C7♭5 oder C7−5 | Septakkord mit (einen Halbton) nach unten alterierter bzw. verminderter Quinte | C7♭5                                               |          |
| C7alt. oder C7♭9♯5 oder C7♭5♯9 | Eine Klasse sogenannter alterierter Akkorde. In der Jazzmusik bezeichnet ein mit alt bezeichneter Akkord einen Akkord, der weder die 5 noch die 9 unalteriert enthält. Es kommen also die Stufen ♭5 und/oder ♯5 und ♭9 und/oder ♯9 einzeln oder in beliebiger Kombination vor.                                                                           | C7♭9♯9♭5♯5                                         |          |
| mit Moll-Terz | |                                                    |          |
| Cm6 | Molldreiklang mit hinzugefügter großer Sexte (Bezeichnung der Tonstufen immer nach der jeweiligen Durtonleiter) | Cm6                                                |          |
| Cm6/9 | Moll-Sext-Nonen-Akkord | Cm6/9                                              |          |
| Cm7 oder C−7 | Mollseptakkord | Cm7                                                |          |
| Cmmaj7 oder Cmj7 | Mollseptakkord mit großer Septime | Cmmaj7                                             |          |
| Cm9 | Mollseptakkord mit None | Cm9                                                |          |
| Cm11 | Mollseptakkord mit None und Undezime | Cm11                                               |          |
| Cmadd9 | Molldreiklang mit hinzugefügter None, ohne Septime (entsprechend mit add11, Hinzufügen der Undezime (bzw. Quarte), ohne Septime und None) | Cmadd9                                             |          |
| Cm7♭5 oder Cm7−5 oder CØ | halbverminderter Septakkord (Mollseptakkord mit verminderter Quinte) | Cm7♭5                                              |          |
| C°7 oder Cdim7 | Verminderter Septakkord auf C (drei kleine Terzen, Rahmenintervall ist die verminderte Septime, die enharmonisch verwechselt die Sexte ergibt; bei C: C, Es, Ges, A) | C°7                                                |          |
| weitere Akkorde | weitere Akkorde | Beispiel                                           | Beispiel |
| Csus4 oder C7 sus4 oder C7 sus | Die Quarte ersetzt im Akkord die Terz wie bei einem Vorhalt, engl. suspension (der allerdings im Jazz nicht aufgelöst wird). | C7 sus4                                            |          |
| Csus2 | Die Sekunde ersetzt im Akkord die Terz (vgl. Erklärung bei Csus4) | Csus2                                              |          |
| C5 | Powerchord (Akkord ohne Terzstufe, oft mit oktavverdoppeltem Grundton) | C5                                                 |          |
| Besonderheiten | Besonderheiten | Beispiel                                           | Beispiel |
| D/C oder A♭7/C oder Am/C etc. | Slash-Akkord – hier ist der Basston nicht der Grundton der Harmonie, sondern der im Akkordsymbol hinter einem Schrägstrich (engl. slash) angegebene Ton. Dieser Basston kann aus dem ursprünglichen Akkord kommen (z. B. Am/C) oder ein akkordfremder Ton sein, wobei alle im (vor dem slash angegebenen) Grundakkord enthaltenen Töne erhalten bleiben. | D/C                                                |          |
| D/C oder A♭7/C oder Am/C etc. | Slash-Akkord – hier ist der Basston nicht der Grundton der Harmonie, sondern der im Akkordsymbol hinter einem Schrägstrich (engl. slash) angegebene Ton. Dieser Basston kann aus dem ursprünglichen Akkord kommen (z. B. Am/C) oder ein akkordfremder Ton sein, wobei alle im (vor dem slash angegebenen) Grundakkord enthaltenen Töne erhalten bleiben. | A♭7/C                                              |          |
| D/C oder A♭7/C oder Am/C etc. | Slash-Akkord – hier ist der Basston nicht der Grundton der Harmonie, sondern der im Akkordsymbol hinter einem Schrägstrich (engl. slash) angegebene Ton. Dieser Basston kann aus dem ursprünglichen Akkord kommen (z. B. Am/C) oder ein akkordfremder Ton sein, wobei alle im (vor dem slash angegebenen) Grundakkord enthaltenen Töne erhalten bleiben. | B♭/C                                               |          |
| D/C oder A♭7/C oder Am/C etc. | Slash-Akkord – hier ist der Basston nicht der Grundton der Harmonie, sondern der im Akkordsymbol hinter einem Schrägstrich (engl. slash) angegebene Ton. Dieser Basston kann aus dem ursprünglichen Akkord kommen (z. B. Am/C) oder ein akkordfremder Ton sein, wobei alle im (vor dem slash angegebenen) Grundakkord enthaltenen Töne erhalten bleiben. | Am/C                                               |          |
| B° C° | sogenannter Poly- bzw. Upper-Structure Chord (zwei Akkorde zur gleichen Zeit gespielt – üblicherweise auf dem Klavier: der obere Akkord mit der rechten Hand, der untere mit der linken) | B° C°                                              |          |
| Die alterierten Akkordtöne und Optionen werden nicht unbegrenzt kombiniert. Man kann von folgenden Standardschreibweisen ausgehen: - Wegen der enharmonischen Verwechslung zwischen einer übermäßigen Tredezime und der Oktave einer kleinen Septime gibt es praktisch keine ♯13. - Wegen der enharmonischen Verwechslung einer verminderten Quarte mit einer Dur-Terz gibt es praktisch keine ♭11. - ♭13 heißt, es gibt keine große Tredezime im Akkord, aber es kann eine reine Quinte geben (trotz Halbtonabstand) Darüber hinaus sind die Akkordsymbole beliebig kombinier- und veränderbar, um bei Bedarf auch weniger gebräuchliche Mehrklänge notieren zu können. Beispiele: ♭9/♯9, ♯11/♭5, ♯5/♭13 usw. | |                                                    |          |

## Alternativen
- Statt die Mollakkorde durch ein „m“ zu kennzeichnen, können auch kleine Tonbuchstaben verwendet werden (dieses System ist aber veraltet). Im englischsprachigen Raum werden auch oft die Bezeichnungen „mi“ oder „min“ (minor=Moll) oder ein Minuszeichen (Real-Book-Schreibweise) hinter dem Tonbuchstaben verwendet.
- Wird mehr als ein Ton dem Grundakkord hinzugefügt, werden Tonbezeichnungen (zumindest, wenn es bei zwei Nummern bleibt) auch übereinander geschrieben: {\displaystyle C^{\stackrel {-9}{7}}}
- Im deutschsprachigen Raum kommen auch Notierungen in deutscher Schreibweise wie Fis, Ges und H (neben B) vor.
- Statt der Grundtonbuchstaben schreibt man manchmal arabische oder auch römische Zahlen für die Stufen der Akkorde, z. B. 1 oder I für die Tonika, 4 oder IV für die Subdominante und 5 oder V für die Dominante. Das erlaubt eine von der Tonart unabhängige Notation des Harmonieverlaufs und damit ein leichtes Transponieren. In der Musikfabrik Nashville wurde dieses „Akkordsteno“ von Studiomusikern entwickelt, die schnell und flexibel auf unterschiedliche Tonarten reagieren müssen (Nashville Number System).[7]
- Der verminderte Dreiklang kommt als eigenständiger Akkord kaum vor, sondern fast nur als unvollständiger Vierklang. Ein eigens als vermindert bezeichneter Akkord enthält stets die verminderte Septime. Darum ist es überflüssig, nach dem Kürzel ° noch eine 7 zu ergänzen.[8]

## Weitere Symbole
Das Symbol N. C. (für no chord) bezeichnet eine Pause des Begleitinstruments.